# 跨膜运输
跨膜运输（membrane transport）是细胞生物学中，细胞控制像離子或是小分子的溶質通過生物膜（由磷脂双分子层及蛋白質組成）的許多機制。跨膜运输的調節是透過選擇性滲透的機制（生物膜可以控制不同化學結構的物質進出）。因此有可能一些物質可以跨膜运输，而另外一些物質不行。

## 转运类型

### 被动运输
被动运输可以分為简单扩散及协助扩散
简单扩散也称之为自由扩散（free diffusing）， 沿浓度梯度（或电化学梯度）扩散，不消耗能量也没有膜蛋白的协助。
协助扩散也称为促进扩散（facilitated diffusion），相比自由扩散转运速率高；在一定限度内运输速率同物质浓度成正比。但是达到限度后运输不会再增加。需要借助载体蛋白，如离子载体和通道蛋白。

### 主动运输
主动运输需要消耗能量，分为原發性主動運輸和次發性主動運輸。